# جوزيبي جريكو (قاتل متسلسل)
جوزيبي جريكو (بالإيطالية: Giuseppe Greco)‏ هو قاتل متسلسل إيطالي، ولد في 4 يناير 1952 في Ciaculli ‏ في إيطاليا، وتوفي بنفس المكان في 1 سبتمبر 1985.